# Clemensia centralis
Clemensia centralis là một loài bướm đêm thuộc phân họ Arctiinae, họ Erebidae.